# San Jerónimo (Esparza)
San Jerónimo è un distretto della Costa Rica facente parte del cantone di Esparza, nella provincia di Puntarenas.